# كارلا سوزا
كارلا سوزا هي ممثلة مكسيكية-أمريكية ولدت في 11 ديسمبر 1985.